# Сайфулин, Ринат Нурисламович
Ринат Нурисламович Сайфулин (род. 1978) — российский и узбекский футболист, игравший на позиции полузащитника.

## Биография
Родился 19 сентября 1978 года.
С детства занимался футболом. На профессиональном уровне выступал с 1997 года. В Высшей лиге Чемпионата Узбекистана выступал за «Зарафшан» из Навои и «Бухару».
В начале 2000-х перебрался в Россию. Был игроком команд Волжска, Новотроицка Тольятти, Серпухова, Оренбурга, Нефтегорска, Калуги. Завершил карьеру в 2012 году в ФК «Сергиевск».
Выступает на любительском уровне в Объединённой подмосковной лиге. Работает тренером-преподавателем в ДЮСШ в Железнодорожный (Московская область).